# Julia Evans Reed
Julia Evans Reed (11 de septiembre de 1960 - 28 de agosto de 2020) fue una escritora, periodista, columnista, orador y socialite nacida en la región del Delta del Misisipi. Reed escribió varios libros sobre cocina, entretenimiento y estilo de vida y cultura del sur.

## Primeros años
Reed nació en Greenville, Misisipi, y asistió a la Escuela de Madeira, un internado en McLean. Estudió en Universidad de Georgetown y Universidad Americana, ambos en Washington D. C.. Su padre, Clarke Reed, un hombre de negocios y antiguo líder del Partido Republicano. Su madre, Judy Brooks Reed, es de una familia prominente y rica de Nashville. Cuando era niña, los padres de Reed tuvieron de invitados a personas como William F. Buckley, Jr. y George H. W. Bush.

## Carrera
Reed escribió su primer artículo para la revista Newsweek en 1980 cubriendo la historia de su antigua directora de su antigua escuela de Madeira, el asesinato de Herman Tarnower por Jean Harris. Ella continuó trabajando para la revista como editora y columnista.
Reed fue columnista en Garden & Gun desde 2011. También fue editora y escritora para Vogue desde 1988, donde escribió sobre política y cultura y perfiló a los Clinton y Bush, también entrevistando Oprah Winfrey para The Wall Street Journal. Ella fue una colaboradora de The New York Times, Condé Nast Traveler, The Wall Street Journal, U.S. News & World Report y Elle entre otras publicaciones.
Ella expandió el Delta Hot Tamale Festival de un día a un evento de tres días, aumentando exponencialmente el beneficio económico a su ciudad natal. Reed abrió Brown Water Books, una librería en el histórico Casa de Wetherbee en Greenville. Fue cofundadora de Reed-Smythe, un negocio en línea que apoya a artesanos independientes. En 2019, fue nombrada Embajadora Cultural de la Comisión de Artes de Mississippi. Sirvió en la junta del Museo de Arte de Ogden en Nueva Orleans, la Fundación Eudora Welty y la Fundación Link Stryjewski.

## Vida personal
Reed se casó con John Pearce; la pareja se divorció en 2016. Mantuvo dos residencias, una en Nueva Orleans y el otro en Mississippi, en una propiedad adyacente a su casa de la infancia.